# 한민 (1995년)
한민(1995년 5월 24일 ~ )은 대한민국의 배우이다.

## 학력
- 동국대학교 연극학부

## 출연작

### 드라마
- 2013년 SBS 주말드라마 《출생의 비밀》 - 어린 박수창 역
- 2014년 JTBC 주말드라마 《12년만의 재회: 달래 된, 장국》 - 어린 박무철 역
- 2014년 KBS2 월화드라마 《내일도 칸타빌레》 - 장우성 역
- 2018년 KBS2 월화드라마 《라이프》 - 박재혁 역
- 2019년 tvN 토일드라마 《아스달 연대기》 - 태마자 역
- 2020년 JTBC 주말드라마 《우아한 친구들》 - 대학시절 정재훈 역
- 2021년 tvN 월화드라마 《너는 나의 봄》 - 박철도 역
- 2023년 MBC 금토드라마 《조선 변호사》 - 선왕 역
- 2025년 SBS 주말드라마 《귀궁》 - 서재일 역
- 2025년 JTBC 금요드라마 《착한 사나이》 - 천호 역

### 영화
- 《순수의 시대》 (2015년) - 진 친구 3 역